# Police militaire de l'État du Paraná
Les polices militaires sont des forces auxiliaires et de réserve de l'armée de terre du Brésil, et font partie du système de sécurité publique et de protection sociale brésilienne. Ses membres sont appelés les militaires des États.
La première mission du PMPR est le maintien de l'ordre public dans l’État du Paraná.

## Histoire
La Police Militaire du Paraná (PMPR) fut créée comme une unité de chasseur à pied en 10 août 1854, sous le nom de Compagnie de Force de Police. La raison de cette désignation est due à la nécessité militaire de l'empire du Brésil à renforcer l'armée dans des situations d'urgence. Avec la proclamation de la République, le pays a adopté une constitution copiée à partir des États-Unis. Les provinces ont été transformées en États et a gagné un degré élevé d'autonomie, où les forces de police ont été convertis en petites armées régionales.
L'histoire de la PMPR possède une honorable participation dans les événements qui ont marqué la vie nationale brésilienne de cette époque.
- Guerre de la Triple Alliance
- Révolution fédéraliste
- Guerre du Contestado
- Révolte Paulista de 1924
- Révolution de 1930
- Révolution de 1932

Cette situation dangereuse pour l'unité nationale est resté jusqu'à la fin de la Seconde Guerre mondiale, avec la déposition de la dictature du gouvernement de Getúlio Vargas. C'est seulement à partir de 1946 que la police militaire a remporté la configuration actuelle, une sorte de gendarmerie qui est soumis aux États.

## Désignations historiques
- 1854 - Force de Police.
- 1874 - Corps de Police.
- 1891 - Corps de Police Militaire.
- 1892 - Régiment de Sécurité.
- 1917 - Force Militaire.
- 1932 - Force Publique.
- 1939 - Force de Police.
- 1946 - Police Militaire.

## Organisation
La PMPR est organisée en bataillons, compagnie, et pelotons. Les bataillons sont basés dans les grands centres urbains et leurs compagnies et pelotons sont répartis, en fonction de la densité de population, dans les villes voisines.
La Police Militaire du Paraná est présent dans toutes les villes de l'État.

### Unités de police militaire

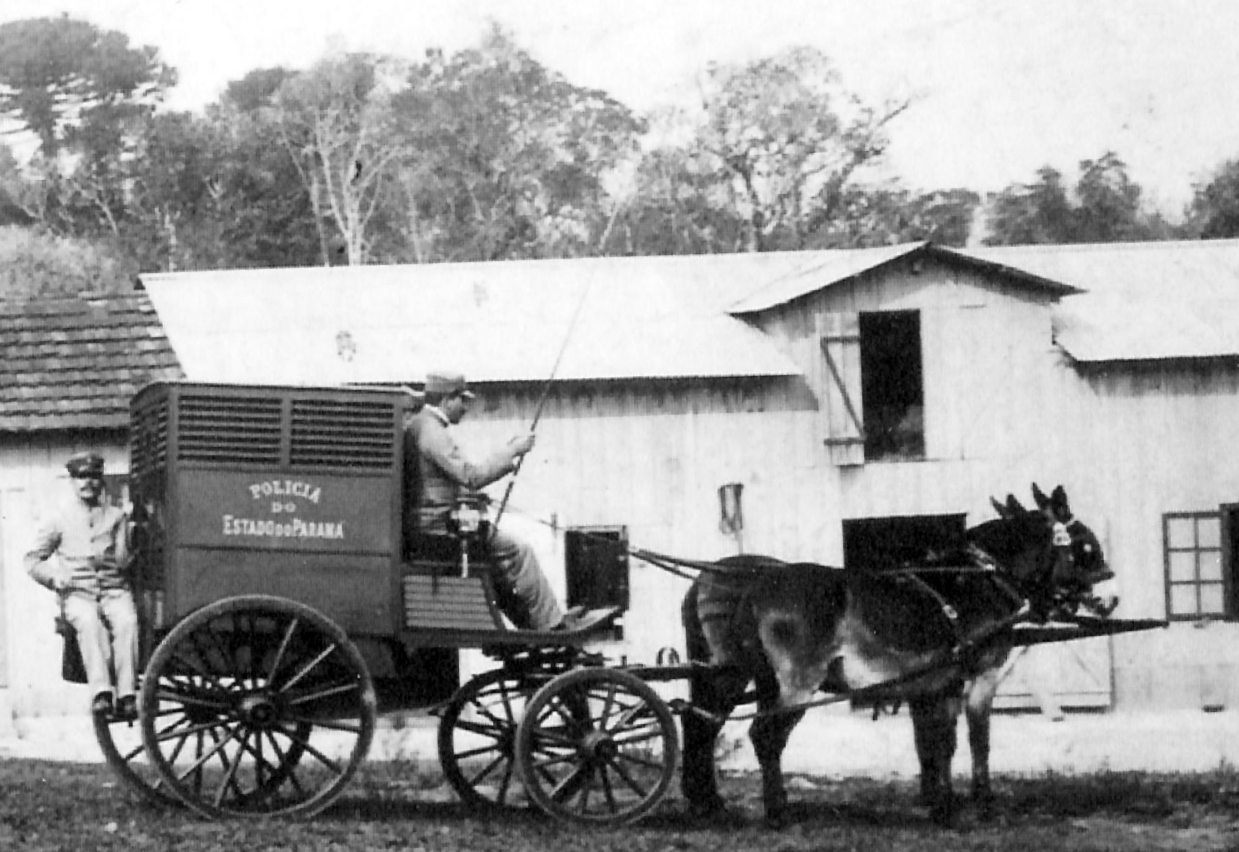
Véhicule pour le transport de prisonniers - 1909.

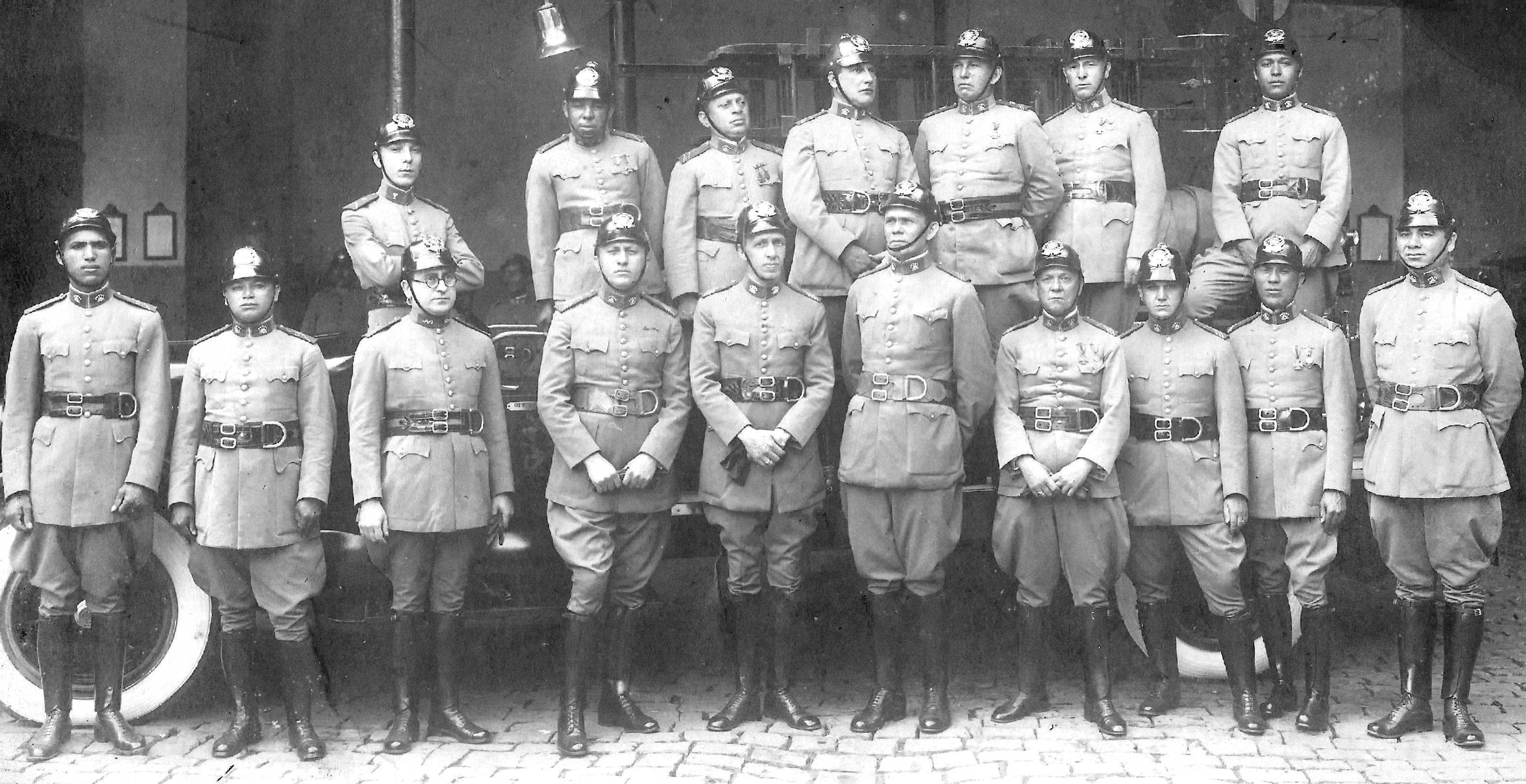
Officiers Pompiers - 1923.

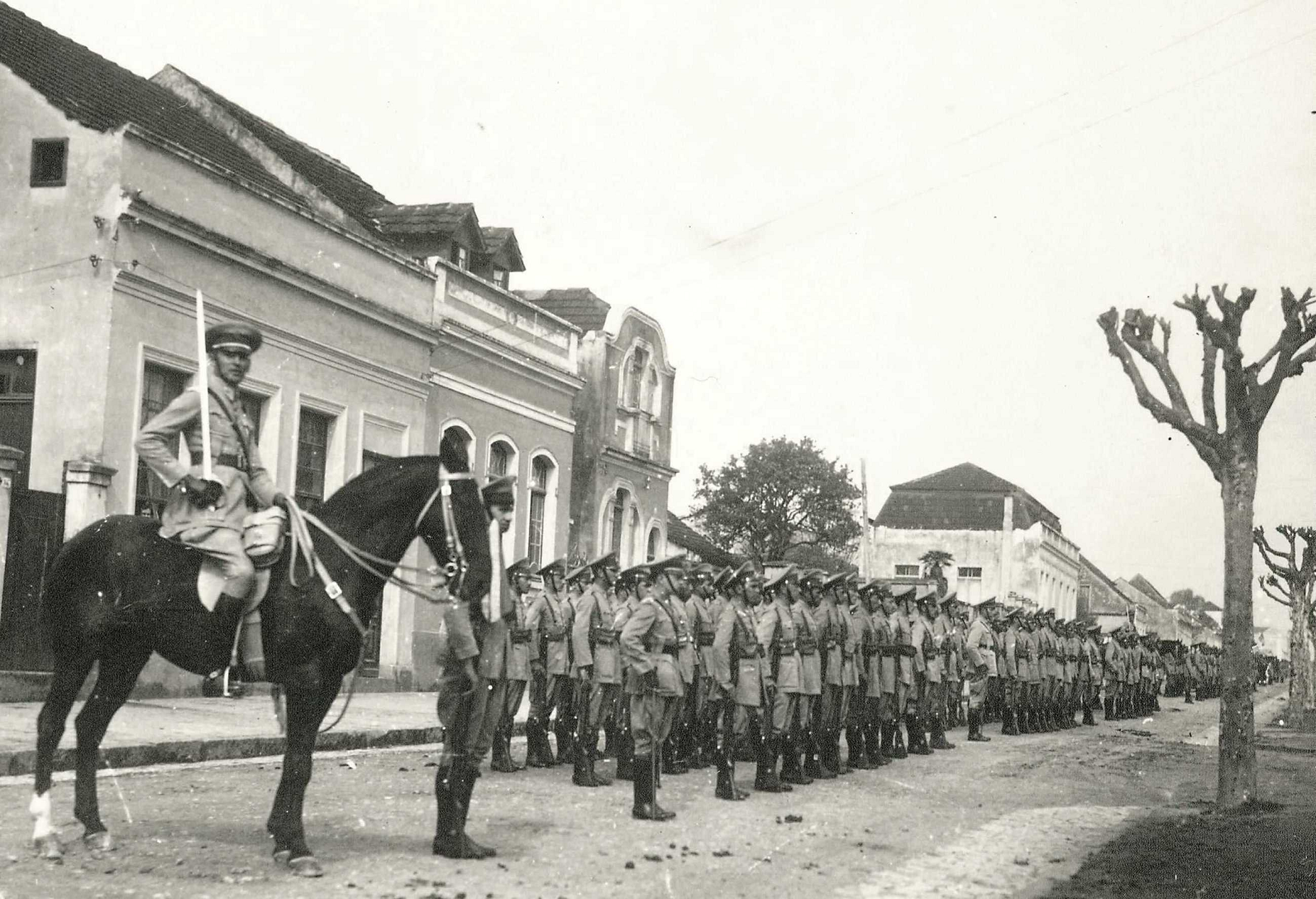
Défilé pour l'Indépendance du Brésil - 1938.

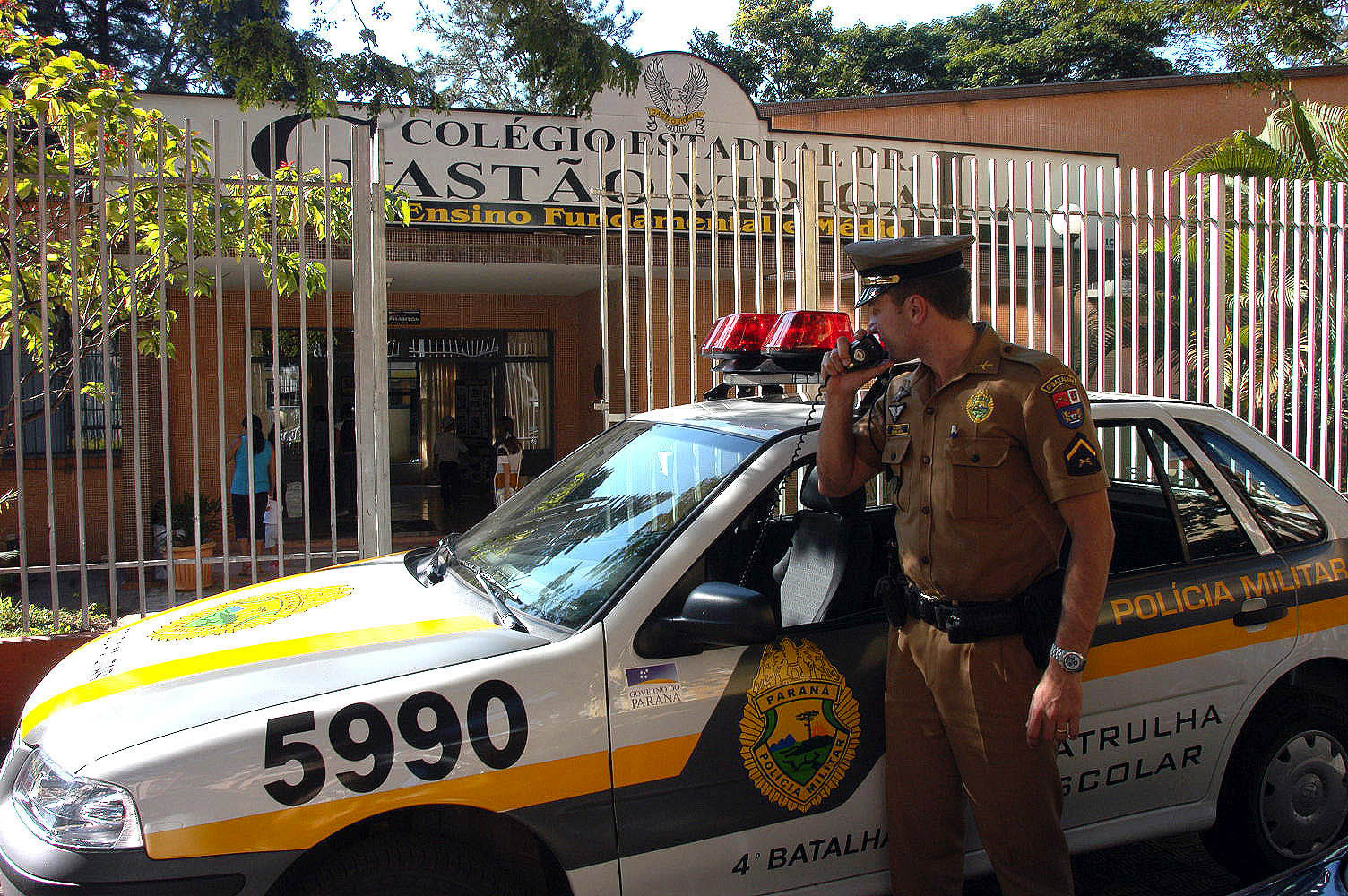
Patroille Scolaire - 2008.

- 1er Battalion de Police Militaire - Ponta Grossa;
- 2e Battalion de Police Militaire - Jacarezinho;
- 3e Battalion de Police Militaire - Pato Branco;
- 4e Battalion de Police Militaire - Maringá;
- 5e Battalion de Police Militaire - Londrina;
- 6e Battalion de Police Militaire - Cascavel;
- 7e Battalion de Police Militaire - Cruzeiro do Oeste;
- 8e Battalion de Police Militaire - Paranavaí;
- 9e Battalion de Police Militaire - Paranaguá;
- 10e Battalion de Police Militaire - Apucarana;
- 11e Battalion de Police Militaire - Campo Mourão;
- 12e Battalion de Police Militaire - Curitiba;
- 13e Battalion de Police Militaire - Curitiba;
- 14e Battalion de Police Militaire - Foz do Iguaçu;
- 15e Battalion de Police Militaire - Rolândia;
- 16e Battalion de Police Militaire - Guarapuava;
- 17e Battalion de Police Militaire - São José dos Pinhais;
- 18e Battalion de Police Militaire - Cornélio Procópio;
- 19e Battalion de Police Militaire - Toledo;
- 20e Battalion de Police Militaire - Curitiba;
- 21e Battalion de Police Militaire - Francisco Beltrão;
- 22e Battalion de Police Militaire - Colombo;
- 23e Battalion de Police Militaire - Curitiba;
- 25e Battalion de Police Militaire - Umuarama;
  - 1er Compagnie Indépendant de Police Militaire - Lapa;
  - 2e Compagnie Indépendant de Police Militaire - União da Vitória;
  - 3e Compagnie Indépendant de Police Militaire - Telêmaco Borba;
  - 4e Compagnie Indépendant de Police Militaire - Londrina;
  - 5e Compagnie Indépendant de Police Militaire - Umuarama;
  - 6e Compagnie Indépendant de Police Militaire - Ivaiporã;
  - 7e Compagnie Indépendant de Police Militaire - Arapongas;
  - 8e Compagnie Indépendant de Police Militaire - Irati.

#### Unités spéciales
- Régiment de Police Montée;
- Bataillon de Police de Circulation;
- Bataillon de Police d’Autoroute;
- Bataillon de Police de Gardes (sécurité de prisons);
- Bataillon de Police Forestier;
- Bataillon de Patroille Scolaire;
- Bataillon des Opérations Spéciales;
- Bataillon de Police de Frontière;
  - Compagnie Indépendante de Police de Gardes (protection au gouvernement).

#### Commandes d'administration
- Service de Santé;
  - Hôpital de la Police Militaire;
  - Centre Veterinaire;
- Centre de Formation et Entraînement;
  - Académie de la Police Militaire;
  - Collège de Police Militaire;
- Service de Soutien Logistique;
- Service du Personnel;
- Service des Finances.

## Corps de pompiers
Le service d'incendie du Paraná a été créé en 1912. Les pompiers sont militarisés comme les sapeurs-pompiers de France, et sont intégrés dans la structure de la PMPR.
Un groupement est l'équivalent d'un bataillon, et un sous-groupement est équivalent à une compagnie. Les groupements et les sous-groupements sont basés dans les grands centres urbains. Dans les petites villes, la lutte contre l'incendie est effectué par petit détachement de pompiers volontaires.

## Uniformes
Depuis 1854 jusqu'à ce que les premières années de la République, la PMPR utilisait des uniformes bleus. En 1913 elle a adopté la couleur kaki, qui reste en service jusque aujourd'hui. Les pompiers toujours utilisaient le même uniforme de la police militaire, ajoutant, bien sûr, leurs insignes correspondants.

### Grade militaire
| Colonel | Lieutenant Colonel | Major | Capitaine | 1er Lieutenant | 2e Lieutenant | Aspirant | Sous-lieutenant |
| ------- | ------------------ | ----- | --------- | -------------- | ------------- | -------- | --------------- |
|         |                    |       |           |                |               |          |                 |

| 1er Sergent | 2e Sergeant | 3e Sergeant | Caporal | Soldat |
| ----------- | ----------- | ----------- | ------- | ------ |
|             |             |             |         |        |